# Berlitz
Berlitz Corporation — международная корпорация, предоставляющая услуги обучения иностранным языкам. Была основана Максимилианом Берлицем в Провиденсе (штат Род-Айленд, США) в 1878 году. Корпорация входит в группу компаний Benesse Group. Имеет штаб-квартиры в Принстоне (штат Нью-Джерси) и Токио.
Представлена в более чем 70 странах мира.
Штат компании насчитывает более 20 тысяч учителей и служащих.

## История
Профессор Максимилиан Берлиц (1852—1921) иммигрировал в США из Германии, где родился и жил, в 1869 году. Сумма денег, которую он при себе имел, была совсем небольшой.
К тому времени он уже был опытным учителем иностранного языка. В США он как раз и собирался найти работу в качестве учителя нескольких языков, которыми владел.
В 1878 году Берлиц открыл в Провиденсе в Род-Айленде в 1878 году свою первую маленькую школу иностранных языков. Обучение велось стандартно, по методу «грамматика + перевод» — единственному, который Берлиц знал.
И тут однажды, как гласит «официальная история», он разместил объявление о приёме на работу учителя французского языка и получил некоторое количество писем от претендентов. Выбрав молодого человека по имени Николя Жоли, письмо которого было написано просто великолепно, он был сильно разочарован, когда при личной встрече узнал, что тот совсем не говорил по-английски. Но так получилось, что именно тогда Берлиц заболел от переработки. Возможности искать другую замену уже не было. Берлиц оставил школу на Жоли, наказав ему использовать для объяснений указку и постараться как-нибудь выпутаться. В итоге Берлиц проболел шесть недель, а когда вернулся, ожидая худшего, увидел, что ученики очень сильно прогрессировали, объяснялись на французском очень бойко и с очень хорошим произношением. Прогресс был больше, чем если бы он продолжал учить сам. Так Берлиц придумал метод обучения, основанный на следующих принципах: никакого перевода, минимум грамматики, язык учится чисто разговорно посредством приятного общения в располагающей для этого обстановке. Его уникальный по тем временам метод быстро стал пользоваться популярностью.
Уже к 1900 году было открыто около 70 берлицевских школ в США, Франции, Англии и Германии.
За четверть века, к 1914 году, сеть языковых школ под маркой Берлица достигла пика популярности. Франшиза включала уже более 200 школ в Великобритании, Германии и США.
В 2014 году работают более 550 берлитцевских школ в более чем 70 странах мира.

## Метод Берлица
По тем временам методика Берлица была инновационной. Обучение строилось и строится на следующих изобретённых им принципах:
- упор в обучении делается на устную речь;
- учителя никогда не переводят;
- в классе говорят только на изучаемом языке;
- учитель всегда носитель языка;
- учитель полон энтузиазма и с удовольствием взаимодействует с учениками[5].

Этот изобретённый Берлицем метод преподавания называется «прямым методом».
При этом, как пишут Хоуэтт и Уиддоусон, Берлиц не был учёным-методологом, материалы и языковые задания для своего «прямого метода» он создавал путём систематизации и реорганизации под свой метод уже существовавших стандартных базовых материалов для изучения иностранных языков.